# Olivetti M21

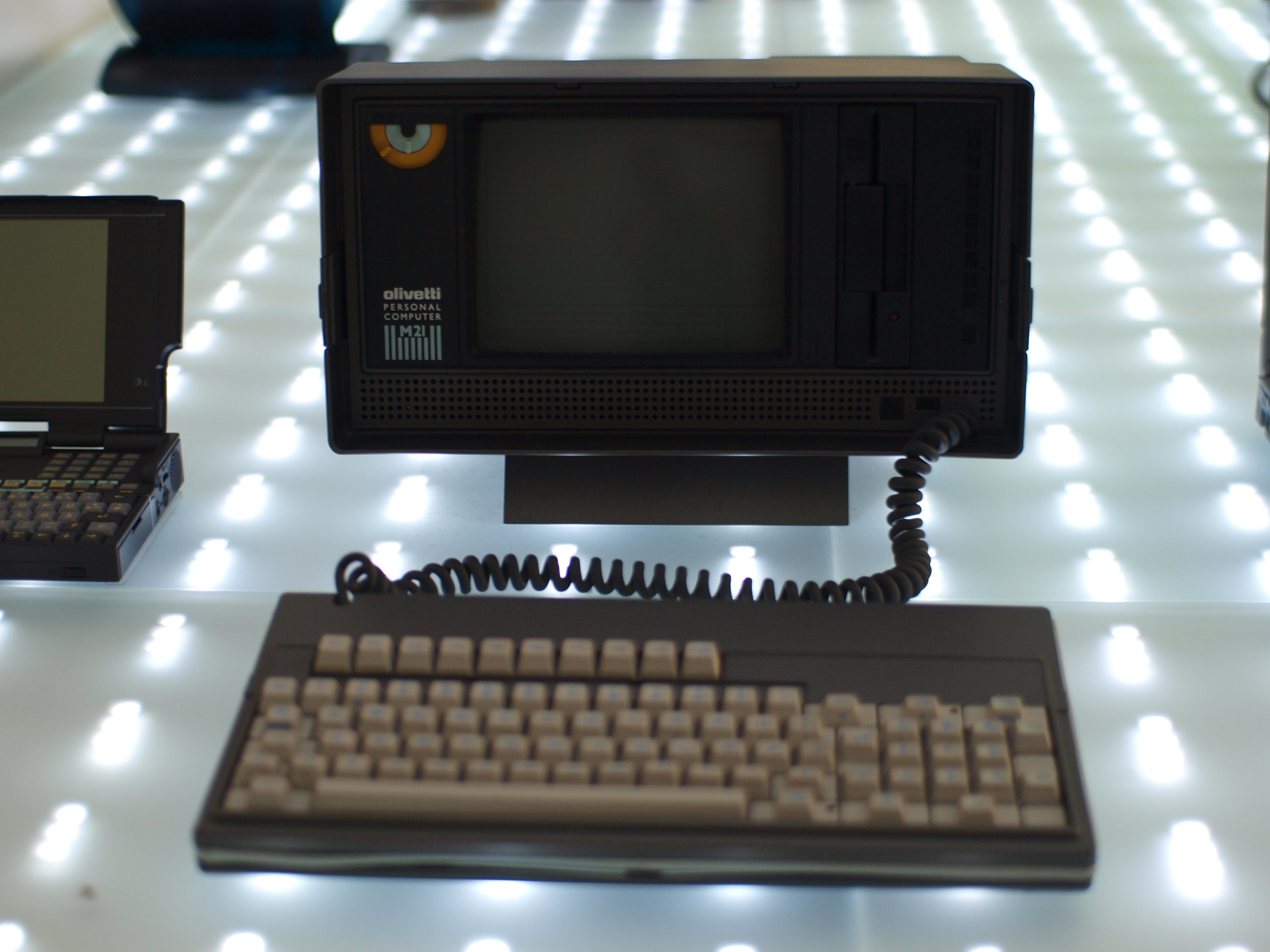
Olivetti M21

L'Olivetti M21 è un computer portatile prodotto nel 1984 dalla Olivetti.
È un IBM compatibile trasportabile come una valigia. A suo tempo era uno dei portatili più veloci.
Con l'intento di affermarsi a livello europeo, fu presentato a Londra il 29 marzo 1984, insieme all'Olivetti M24, sua controparte da tavolo; con questi modelli Olivetti entrava nel campo dei compatibili hardware e software, dopo il precedente M20 ben lontano da ogni compatibilità.
Era definito un "trasportabile" più che un vero e proprio portatile; pesa 14 kg ed è munito di maniglia a scomparsa, mentre la tastiera capovolta diventa un coperchio. Per l'uso è comunque necessaria l'alimentazione da rete elettrica.
Similmente ai portatili tipo IBM dell'epoca, è dotato di tastiera separata dall'unità centrale, che include invece un monitor a fosfori ambra ad alta risoluzione, capace di visualizzare 80 x 25 caratteri e 640 x 400 pixel, e due lettori di floppy disk da 5,25" e 360 o 720 kB l'uno. Il monitor è da 9 pollici e può essere sostituito da uno a colori.
L'M21 si basa sul microprocessore Intel 8086 a 8 MHz, affiancabile dal coprocessore matematico opzionale Intel 8087. La RAM di base è di 128 kB, espandibile fino a 384 kB. La ROM è da 16 kB e il sistema operativo viene caricato da disco.
I sistemi operativi utilizzabili includono MS-DOS, CP/M-86, PCOS della Olivetti, UCSD p-System. Le espansioni possibili includono la scheda grafica a 16 colori o scale di grigi, le schede di rete Omninet o Ethernet, e la scheda con processore alternativo Z8000 (necessaria per usare PCOS). Si può collegare un disco rigido da 10 MB.